# Roberto Caamaño
Pour les articles homonymes, voir Caamaño.
 (octobre 2015).
Si vous disposez d'ouvrages ou d'articles de référence ou si vous connaissez des sites web de qualité traitant du thème abordé ici, merci de compléter l'article en donnant les références utiles à sa vérifiabilité et en les liant à la section « Notes et références ».
Roberto Caamaño (né à Buenos Aires, le 7 juillet 1923 - mort en 1993) était un pianiste, chef d'orchestre et compositeur argentin.
Pendant les années 1960, il a été nommé Directeur artistique de l'opéra de Buenos Aires, le Teatro Colón, la plus importante maison d'opéra et de musique classique du pays, et dont l'Institut Supérieur d'Art forme un grand nombre de musiciens argentins connus internationalement.
Il a été aussi fondateur et président du Conseil argentin de la Musique.

## Parcours universitaire
Après avoir été professeur d'harmonie, contrepoint et composition pendant plusieurs années à l'Université catholique argentine de Buenos Aires, il a été nommé Doyen de la Faculté d'Arts et Sciences de la musique de cette université. Plusieurs compositeurs argentins ont bénéficié de ses enseignements.

## Œuvres (liste incomplète)
- Concert pour harpe et orchestre
- 2 Concerts pour piano et orchestre
- Variations Américaines pour orchestre
- Concert pour bandoneon
- Fábulas pour chœur
- Sinfonietta pour orchestre
- 5 Pièces brèves pour quartet de cordes
- Cantate pour la Paix
- Psaumes
  - Psaume 46
  - Psaume 114

À la différence de ses contemporains Alberto Ginastera ou Ariel Ramírez, il ne puise pas dans la musique folklorique argentine et reste attaché à la grande tradition de la musique européenne.
Son style s'inscrit dans la musique contemporaine du XXe siècle, mais sans renoncer totalement à la tonalité, et sans s'adonner à des excès dissonants. Chaque ressource technique contemporaine utilisée - comme des modulations à des tonalités lointaines, usage des modes antiques, exceptions aux règles de l'harmonie tonale - est le produit d'une mûre réflexion, au service de l'expression d'un texte ou d'une idée musicale.
Ses œuvres chorales religieuses sont d'une particulière beauté, malgré leur langage musical difficile dans une première approche. Du fait de leur difficulté technique, elles exigent des interprètes de bon niveau.

## Œuvres historiques
- L'histoire du Teatro Colón (1908-1968) (1969), ed. Cinetea, Buenos Aires (numéro de catalogue de la Bibliothèque du Congrès des États-Unis ML1717.8 B9 C3)

## Prix
En 1999, un Prix Konex d'honneur pour l'ensemble de sa carrière lui a été discerné à titre posthume.